# 47Ter
47Ter sono un gruppo musicale maschile francese di Hip hop/Pop, formato da Blaise Ligouzat, Pierre Delamotte e Miguel Lopes.

## Discografia

### Album in studio
- 2019 – L'adresse
- 2021 – Légende

### Singoli
- 2018 – Journée de perdue
- 2019 – Côte Ouest
- 2019 – L'adresse
- 2019 – Soleil noir
- 2020 – Vivre
- 2020 – On avait dit
- 2020 – J'essaie
- 2020 – Avec toi